# Langli
Langli oprindelig Langeleje er en ubeboet dansk småø (hallig) i Ho Bugt i nærheden af Esbjerg ved den jyske vestkyst.  Øens klitter er op til 14 meter høje. 1982 blev Langli købt af staten og forvaltes i dag af Naturstyrelsen.  Fra midten af 1800-tallet og indtil 1913 levede der op til 40 mennesker på øen, der har haft egen skole. I dag er der kun fundamenter tilbage af skolen. Et sommerhus, der blev bygget i 1940'erne forvaltes af Naturstyrelsen og bruges som feltstation. Øen hører til Varde Kommune i Region Syddanmark og ligger i Blåvandshuk Sogn. 
Den 0,8 km² store Langli har en længde på to kilometer fra nordvest til sydøst og en bredde på 500 meter. Øen kan kun nås til fods ved ebbe via en 4 km lang ebbevej som er markeret med pæle i havbunden. Ebbevejen løber fra Nyeng ved Ho til øens nordvestlige spids. For at beskytte fugleverdenen er det kun tilladt at besøge øen mellem 16. juli og 15. september.
Langli udgør en del af et naturvidenskabeligt referenceområde, der også omfatter Hobo Dyb og den østlige del af Skallingen. Langli er lukket for offentlighedens færdsel det meste af året af hensyn til de mange rastende og ynglende fugle, men der er adgang til øen for publikum fra den 16. juli til den 15. september. Langli huser de vigtigste kolonier af sølvmåge, sildemåge og stormmåge i den danske del af Vadehavet. Desuden er her en af landets største kolonier af splitterne og en stor bestand af strandskade. Desuden de eneste kolonier (2009) af skestork og skarv i den danske del af Vadehavet. Fuglene og harernes værste fjende er ræven, som af og til benytter ebbevejen. Sker det, vil rævene blive "bortreguleret".

## Historie
Stednavnet Langli nævnes første gang i 1548. Langli var indtil den Anden store manddrukning 1634 en del af en halvø. Derefter dannedes der på havsiden en anden halvø (Skallingen), der siden den tid har afskærmet Langli fra det åbne hav. Først i 1840 bosatte to familier sig der permanent. De inddigede øen og drev landbrug. I 1911 havde øen 38 indbyggere og sin egen skole. Ødelæggelserne gennem to stormfloder og statens afvisning af at støtte genopbygningen af digerne, førte til at indbyggerne forlod øen i 1913.  